# Gefäßversuch

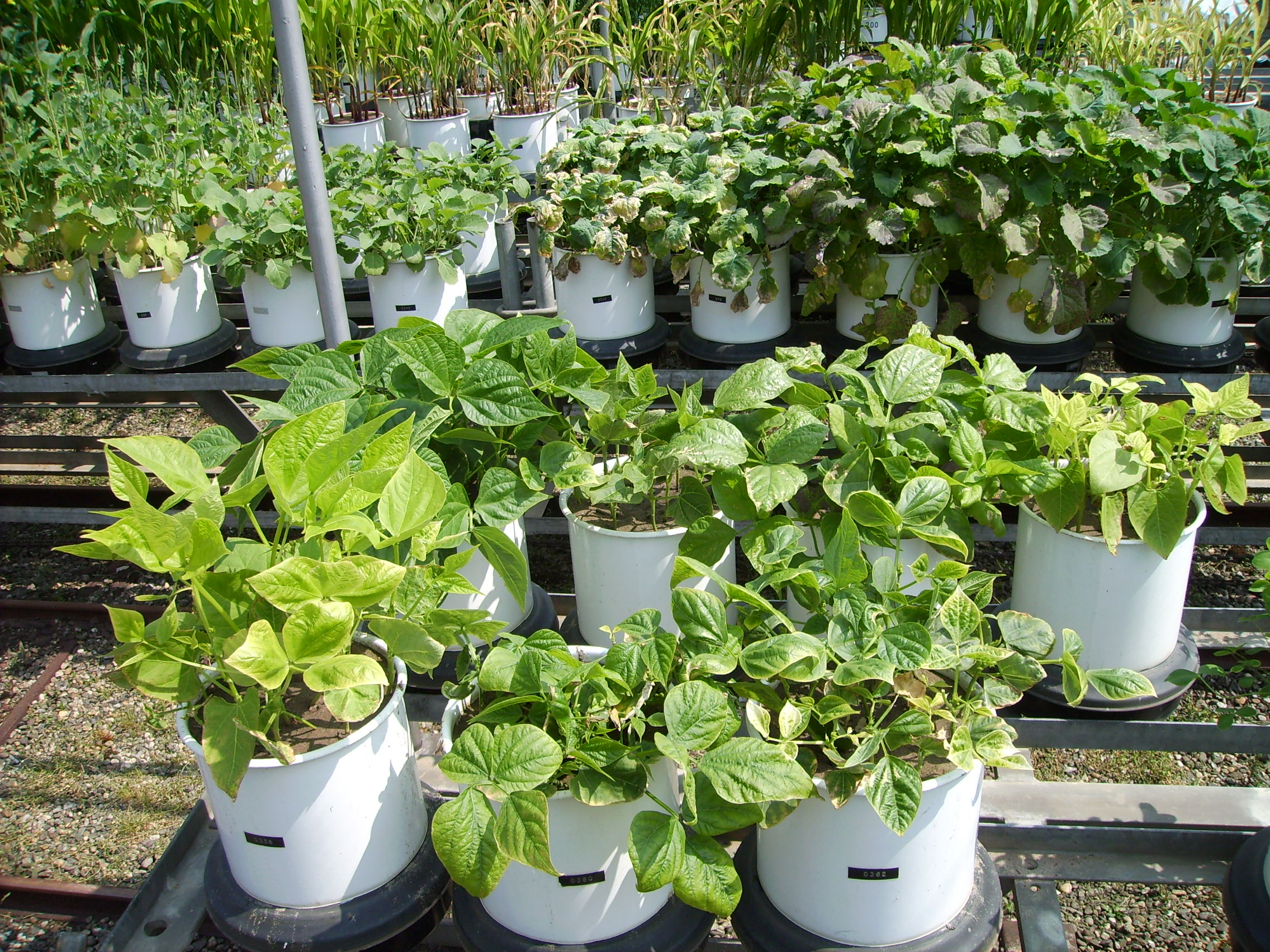
Gefäßversuch zur Darstellung von Mangelsymptomen an landwirtschaftlichen Nutzpflanzen an der Versuchsanstalt Kamperhof in Mülheim an der Ruhr

Der Gefäßversuch wird in Pflanzenbau und Bodenkunde zu Forschungszwecken eingesetzt.

## Gründe für den Einsatz anstelle eines Feldversuchs
- Im Gefäßversuch lassen sich im Gegensatz zum Feldversuch entsprechende Forschungen wetterunabhängig betreiben, falls eine Klimakammer benutzt wird.
- Ein Gefäß entspricht einer Parzelle eines Feldversuchs, die in der Regel ca. 10 bis 50 m² Fläche verbraucht.
- Bodenunterschiede, die insbesondere bei größeren Versuchen zum Tragen kommen, können ausgeschlossen werden.
- Beliebige Böden oder Bodenmischungen können eingesetzt werden, was beim Feldversuch nur durch Auswahl unterschiedlicher mitunter weit voneinander entfernter Standorte möglich ist. So können sogar unterschiedliche Böden unter sonst gleichen Bedingungen innerhalb eines Versuchs eingesetzt werden.

## Anwendungsbereiche
- Pflanzenschutz
- Düngung
- Schwermetallaufnahme der Pflanze
- Phytopathologie
- Nährstoffverlagerung im Boden
- Nährstoffauswaschung aus dem Boden
- Darstellung von Nährstoffmangelsymptomen der Pflanze

## Versuchsauswertung

### Parameter, die ausgewertet werden können
- pH-Wert des Bodens
- Nährstoffgehalte des Bodens
- Durchwurzelungsgrad des Bodens
- Chemische Zusammensetzung, insbesondere der Nährstoffgehalt des Eluats
- Erntemasse der Pflanze
- Chemische Zusammensetzung der Pflanze
- Bonituren der Pflanzen, z. B. Reifegrad, Krankheitssymptome, Bestockungsfaktor beim Getreide

### Statistische Auswertung
Die Anzahl der Versuchsgefäße ergibt sich in der Regel aus dem Produkt der einzelnen Prüffaktoren plus Nullvariante multipliziert mit der Anzahl der Wiederholungen. Eine höhere Anzahl an Wiederholungen resultiert in einer höheren statistischen Absicherung des Versuchsergebnisses. Bei einem 2-faktoriellen Düngungsversuch mit z. B. 10 unterschiedlichen Düngern (1. Faktor), 2 Düngungsstufen (2. Faktor), 4 Wiederholungen und der Nullvariante berechnet sich die Anzahl der Gefäße so:
Anzahl der Varianten = 10*2+1=21
Anzahl der Gefäße = 21*4=84

### Statistische Streuung
Weichen die Ergebnisse der Wiederholungen innerhalb der Varianten stärker voneinander ab im Vergleich zu den Unterschieden zwischen den einzelnen Varianten, so resultiert daraus eine schlechtere statistische Absicherung des Versuchsergebnisses. Dies wird durch statistische Maßzahlen wie Standardabweichung und Grenzdifferenz quantifiziert.
Ursachen solcher Streuungen im Gefäßversuch können sein:
- Große Pflanzen wie Mais bedeuten eine geringe Anzahl von Pflanzen je Gefäß, womit jede einzelne Pflanze einen größeren Einfluss auf das jeweilige Gefäß hat.
- Unregelmäßigkeiten beim Bewässern der Gefäße
- Temperaturunterschiede innerhalb der Versuchsanlage
- Unterschiedliche Beschattung der Gefäße durch Nachbargefäße

## Gefäße
- Mitscherlich-Gefäß
- Kick-Brauckmann-Gefäß